# Борисов, Николай Александрович (писатель)
Николай Александрович Борисов (1849 ―  после 1900) — автор книг для юношества.

## Биография
Из дворян Петербургской губернии. После окончания Морского училища (1871) служил во флоте; вышел в отставку в 1876 году лейтенантом. С 1877 года служил в
канцелярии Совета Министерства путей сообщения, с 1882 года ― в канцелярии министра. В 1885 году вышел в отставку по болезни. Сотрудничал в журнале «Детское чтение» (1877―1882 и с 1892). Опубликовал переводы и пересказы для юношества: «Школа жизни» (1882) ― по роману Ч. Диккенса «Мартин Чезлвит», «Калевала» (1889), «Фритиоф. Древнескандинавское предание» (1893); биографический очерк «П. К. Пахтусов. Жизнь и двукратное nутешествие его на Новую Землю» (1894), документальную книгу «Гибель военного корабля „Ингерманланд“» (1894). Рецензенты отмечали, что Борисов обладает «нравственным чутьём в выборе материала», что его книги написаны простым, доступным для детей языком. О «Фритиофе…» один из критиков писал: «В своём изложении г. Борисов счастливо сохранил грациозность образов и картин, силу и энергию в чувстве, свежесть красок, поэтический колорит оригинала». Упрёки критики за неудачный подбор произведения для детей вызвала книга Борисова «Отовсюду» (1894), в которую вошли переводы и пересказы из И. Г. Гердера, А. Бланша, М. Твена, Ю. Ахо, В. Бартельса.